# Wojciech Theiner
Wojciech Theiner (né le 25 juin 1986 à Ruda Śląska) est un athlète polonais, spécialiste du saut en hauteur.

## Biographie
Ayant terminé cinquième des Championnats du monde jeunesse 2003, il remporte la médaille d'argent aux Championnats d'Europe junior 2005 et participe aux Championnats du monde en salle de 2006, sans atteindre la finale. Son meilleur saut est de 2,30 m, réalisé en juillet 2010 à Bielsko-Biała. Médaille d'argent à l'Universiade d'été 2011 à Shenzhen.
Le 2 juillet 2016, il franchit 2,29 m à Opole, ce qui lui donne le minima pour les Jeux olympiques de Rio.

## Palmarès
| Date | Compétition                    | Lieu           | Résultat | Marque |
| ---- | ------------------------------ | -------------- | -------- | ------ |
| 2005 | Championnats d'Europe juniors  | Kaunas         | 2e       | 2,21 m |
| 2006 | Championnats du monde en salle | Moscou         | qual.    | 2,24 m |
| 2010 | Championnats d'Europe          | Barcelone      | qual.    | 2,23 m |
| 2011 | Universiade                    | Shenzhen       | 2e       | 2,26 m |
| 2013 | Universiade                    | Kazan          | 6e       | 2,25 m |
| 2016 | Jeux olympiques                | Rio de Janeiro | qual.    | 2,22 m |

## Records
| Épreuve         | Épreuve      | Performance | Lieu     | Date            |
| --------------- | ------------ | ----------- | -------- | --------------- |
| Saut en hauteur | En plein air | 2,32 m      | Katowice | 2 juillet 2014  |
| Saut en hauteur | En salle     | 2,28 m      | Słupsk   | 12 février 2006 |